# Julie Plec
Julie Carol Plec (Los Angeles, 26 maggio 1972) è una produttrice cinematografica, produttrice televisiva, sceneggiatrice, regista e scrittrice statunitense. È nota per il suo lavoro sui film Scream e la serie televisiva Kyle XY.
Assieme a Kevin Williamson, è stata produttrice esecutiva e sceneggiatrice della serie televisiva The Vampire Diaries.

## Filmografia
- Nightmare 2 - Sceneggiatura - Aiuto regista.
- Scream 2 (1997) - produttrice - sceneggiatura e aiuto regista.
- Wasteland (1999) - produttrice - serie TV
- Killing Mrs. Tingle (1999) - produttrice associata - film
- Il club dei cuori infranti (The Broken Hearts Club: A Romantic Comedy) (2000) - co-produttrice - film
- Scream 3 (2000) - co-produttrice - film
- Cursed - Il maleficio (Cursed) (2005) - co-produttrice - film
- Kyle XY (2006) - produttrice - serie TV
- The Vampire Diaries (2009-2017) - creatrice, produttrice esecutiva - serie TV
- The Originals (2013-2018) - creatrice, produttrice esecutiva - serie TV
- The Tomorrow People (2013) - produttrice esecutiva - serie TV
- Containment (2016) - creatrice, produttrice esecutiva - serie TV
- Legacies (2018-2022) - creatrice, produttrice esecutiva - serie TV